# Georgina Wood
Pour les articles homonymes, voir Wood.
Georgina Wood, née Georgina Theodora Lutterod le 8 juin 1947, est une magistrate et une ancienne cadre de la police ghanéenne. Elle est présidente de la Cour suprême, la plus haute instance judiciaire du pays, de 2007 à 2017, la première femme à accéder à ce poste.

## Biographie
Née le 8 juin 1947 dans la colonie britannique de la Côte-de-l'Or, Georgina Lutterod bénéficie d'une instruction de base à l'école de l'archevêché et à l'école méthodiste de Dodowa. Elle passe également par une école de Kumasi entre 1958 et 1960 et suit un enseignement secondaire à Cape Coast jusqu'en 1966. Elle poursuit à l'université du Ghana, à Legon, à côté d'Accra, où elle reçoit un LL.B. en 1970. Elle suit également des formations post-universitaires durant son parcours professionnel.
Georgina Wood travaille avec le service de police du Ghana en tant que directrice générale adjointe et procureur durant trois ans. En 1974, elle devient magistrate d'un district, avant d'évoluer au sein d'autres juridictions, dont la cour de circuit et les tribunaux de grande instance, puis devient présidente de la Cour d’appel en 1991. Elle se marie à un banquier, Edwin Wood. Elle est nommée membre de la Cour suprême par le président John Kufuor, le 12 novembre 2002, une nomination qu'elle avait auparavant refusé. En 2006, elle dirige un comité enquêtant sur la disparition de paquets de cocaïne saisis, cette année-là, et sur un présumé pot-de-vin à des hauts responsables de la police.
En mai 2007, elle est nommée à la présidence de la Cour suprême, la plus haute instance judiciaire du pays. Le 1er juin suivant, le Parlement approuve sa nomination par consensus et elle prend ses fonctions le 15 juin, ce qui fait d'elle la première femme dans l'histoire du pays à ce rang et, à l'époque, la  femme au poste le plus important dans l'histoire politique du Ghana (en janvier 2009, Joyce Bamford-Addo accède à la présidence du Parlement). Trois présidents de la République du Ghana ont prêté serment devant elle, John Atta Mills en janvier 2009 et, après la mort de ce dernier, John Dramani Mahama, une première fois le 24 juillet 2012, et une seconde fois le 7 janvier 2013, après son élection en décembre 2012,, enfin Nana Akufo-Addo le 7 janvier 2017. Son mandat à la présidence de la Cour suprême s'achève le 8 juin 2017.
Le 21 juin suivant, elle est installée comme membre du Conseil d'État en sa qualité d'ancienne juge en chef.

## Distinction
Le 7 juillet 2007, Georgina Wood est décorée de l'ordre de l'Étoile du Ghana, la plus haute distinction de la nation.